# Kanton Fontenay-sous-Bois-Est
Kanton Fontenay-sous-Bois-Est is een voormalig kanton van het Franse departement Val-de-Marne. Kanton Fontenay-sous-Bois-Est maakte deel uit van het arrondissement Nogent-sur-Marne en telde 25.545 inwoners (1999).
Het werd opgeheven bij decreet van 17 februari 2014 met uitwerking in maart 2015.

## Gemeenten
Het kanton Fontenay-sous-Bois-Est omvatte enkel het oostelijk deel van de gemeente Fontenay-sous-Bois.